# Línguas do Império Romano

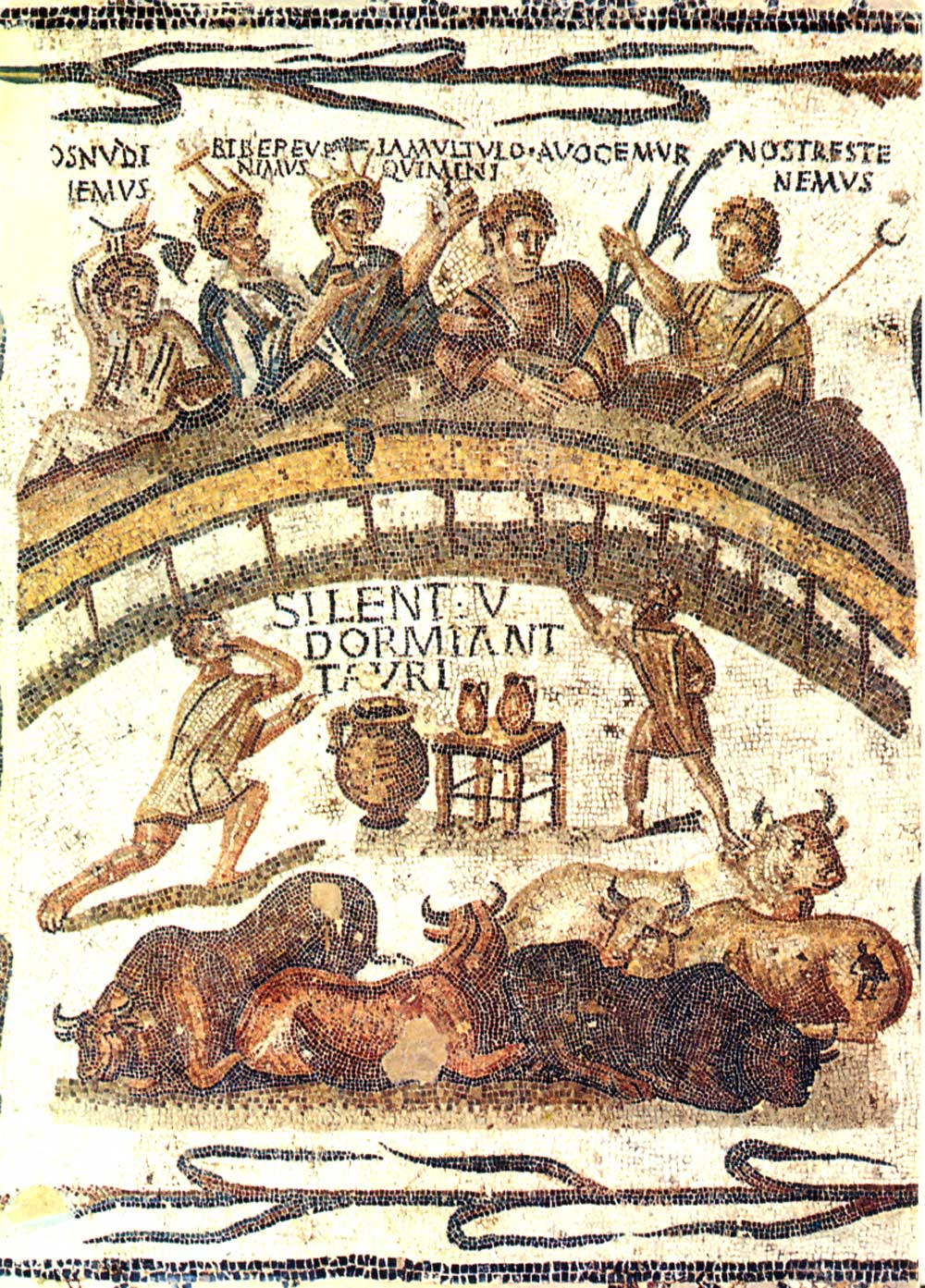
Mosaico satírico da primeira metade do século III encontrado em Tisdro (atual El Jem), no que era a África Proconsular, que faz lembrar um cartoon, onde nem sequer faltam os balões escritos em latim

O latim e o grego foram as principais línguas no Império Romano, mas houve outros idiomas que também tiveram relevância a nível local. A língua nativa dos antigos romanos era o latim, que servia como "língua de poder" e que era muito usado em todo o Império Romano, nomeadamente pelos militares e nos tribunais do Ocidente. Após ter sido concedida a cidadania romana a todos os habitantes nascidos livres do império, em 212 d.C., teriam passado a existir muitos cidadãos romanos que não falavam latim, apesar de supostamente deverem ter um conhecimento pelo menos simbólico dessa língua, a qual continuou a ser uma marca da "romanidade".
O grego koiné tinha-se tornado uma língua franca no Mediterrâneo Oriental e na Ásia Menor como consequência  das conquistas de Alexandre, o Grande no século IV a.C. A "fronteira linguística" que dividia o ocidente latino e o oriente grego passava pela península  dos Bálcãs. Os romanos cultos, particularmente os da elite governante, estudavam grego e frequentemente adquiriam uma grande fluência nessa língua, a qual era útil para as comunicações diplomáticas no Oriente inclusivamente para lá das fronteiras do império. O uso internacional do grego foi uma das condições que possibilitou a expansão do cristianismo, o que é patente, por exemplo, na escolha do grego como língua em que foram escritas as epístolas de São Paulo e o seu uso nos concílios ecuménicos. Quando o Império do Ocidente se dissolveu, o grego passou a ser a língua dominante no Império Oriental, mais tarde conhecido como Império Bizantino.
Devido à comunicação nas sociedades da Antiguidade ser predominantemente oral, é difícil determinar até que ponto as línguas regionais ou locais continuaram a ser faladas ou usadas para outros propósitos sob o domínio romano. Há algumas menções a outras línguas em inscrições e em textos gregos e romanos, bem como da necessidade de intérpretes. No que toca ao púnico, copta, aramaico ou siríaco, chegou aos nossos dias uma quantidade significativa de registos epigráficos e literários. As línguas celtas estavam disseminadas por grande parte da Europa Ocidental e apesar da oralidade da cultura celta, que está na origem da raridade de registos escritos, existem algumas inscrições que, não sendo abundantes, também não são raras. As línguas germânicas do império praticamente não deixaram vestígios epigráficos ou textuais, à exceção do gótico. O multilinguismo contribuiu para a "triangulação cultural" pela qual quem não fosse grego nem romano podia construir uma identidade através de processos de romanização e helenização.
Após a descentralização do poder político na Antiguidade Tardia, o latim desenvolveu-se localmente nas províncias em diversos ramos que se tornaram as línguas românicas, como o português, castelhano, catalão, francês ou italiano, entre outras. No início do século XXI, a primeira ou segunda língua de mais de mil milhões de pessoas era derivada do latim. O latim propriamente dito permaneceu um meio de expressão internacional na diplomacia e desenvolvimento intelectual, identificado com o humanismo do Renascimento, até ao século XVII. Ainda é usado atualmente em direito e pela  Igreja Católica.

## Latim

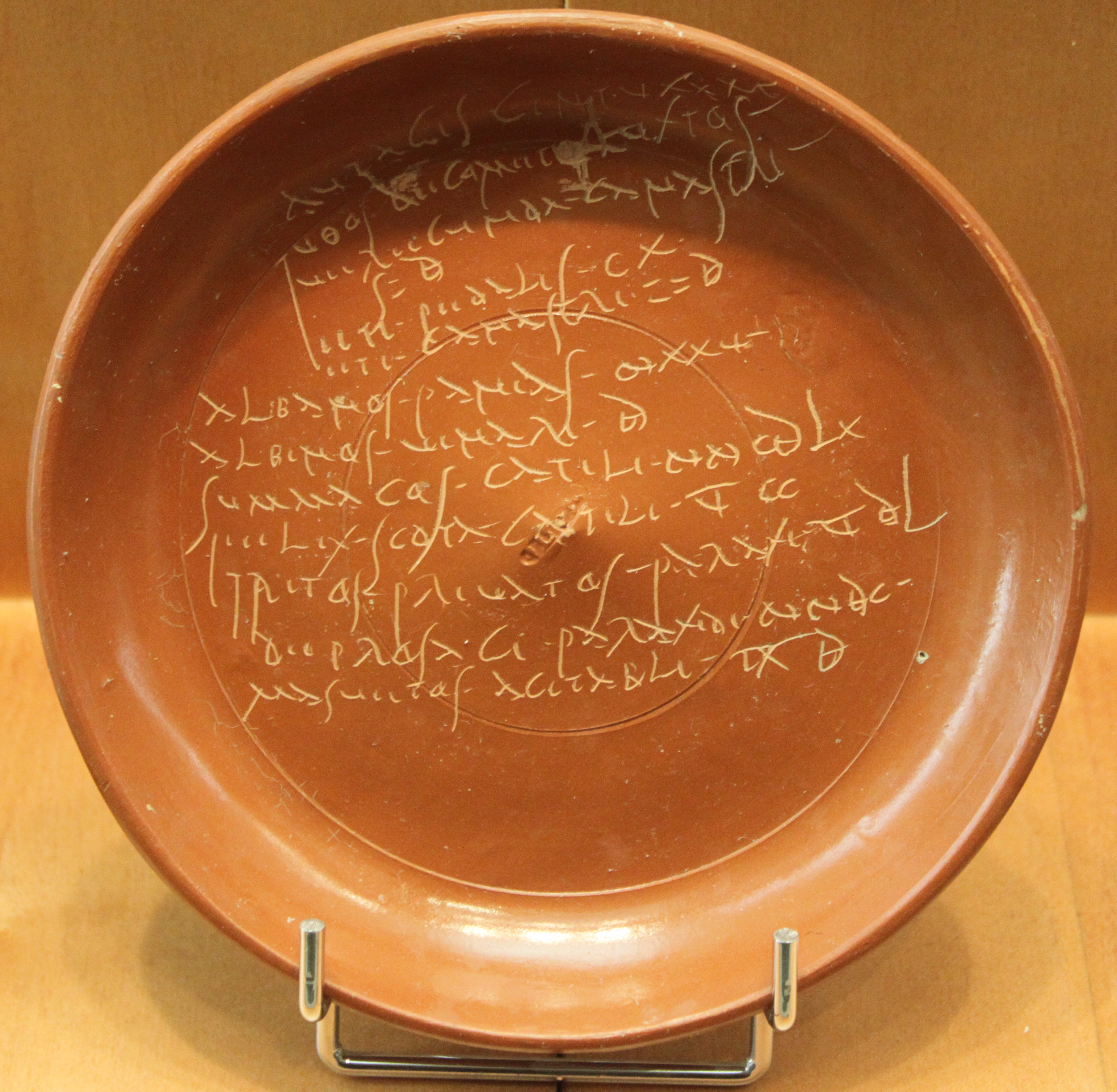
Latim cursivo em terra sigillata de La Graufesenque na Gália romana

O latim foi a língua dos romanos desde o período mais antigo que se conhece. Escrevendo durante o reinado de Augusto (r. 27 a.C.–14 d.C.), o primeiro imperador romano, Virgílio (70–19 a.C.) salienta que o latim era uma fonte da unidade e tradição romanas. Na sua obra épica Eneida, sobre a fundação de Roma, o deus supremo Júpiter ordena que os refugiados troianos que se estabeleceram em Itália usem a língua dos nativos latinos como forma de unificação — «irão manter a fala (`sermo´) e costumes dos seus pais [...] e eu os farei todos latinos com um modo de expressão (`uno ore', literalmente: "com uma boca")». Os imperadores da dinastia júlio-claudiana (r. 27 a.C.–68 d.C.), que se reclamavam descendentes do herói virgiliano Eneias, promoveram padrões elevados de latim correto (latinitas), um movimento linguístico identificado modernamente como latim clássico, além de favorecerem o latim na burocracia oficial e negócios.
O latim tornou-se a língua das áreas conquistadas porque as populações locais começaram a falá-lo e não porque tivesse havido expulsão de pessoas por falantes de latim. O latim não era imposto oficialmente às pessoas que viviam sob o domínio romano. Santo Agostinho observou que os romanos preferiam que o latim fosse adotado "per pacem societatis", ou seja, através de um pacto social. Esta política em relação à língua contrastava com a de Alexandre, que quis impor o grego em todo o seu império como língua oficial. Saber latim não era um requisito para a cidadania romana e não havia escolas suportadas pelo estado que privilegiassem o latim como meio de educação. No entanto, era conveniente ser fluente em latim devido ao seu elevado valor cultural, político, legal, social e económico. O latim era obrigatório no serviço imperial e era a língua usada no funcionamento interno do governo. Os éditos e comunicações oficiais do imperador eram em latim, incluindo regulamentação de leis locais que pudessem estar escritas noutra língua.
Os romanos davam um grande valor à palavra escrita, como se pode constatar pela sua obsessão por documentação e inscrições públicas. A burocracia imperial era tão dependente da escrita que o  talmude babilónico declarava que «se todos os mares fossem tinta, todas as canas fossem canetas, todos os céus pergaminho e todos os homens escribas, eles seriam incapazes de responder a todas as exigências do governo romano.» As estimativas da taxa de literacia média no império variam entre 5 e 30% ou mais, dependendo da definição de "literacia". O facto do estado não intervir na educação era uma barreira para a literacia, pois a educação formal só era acessível às crianças cujos pais tinha meios para a pagar.

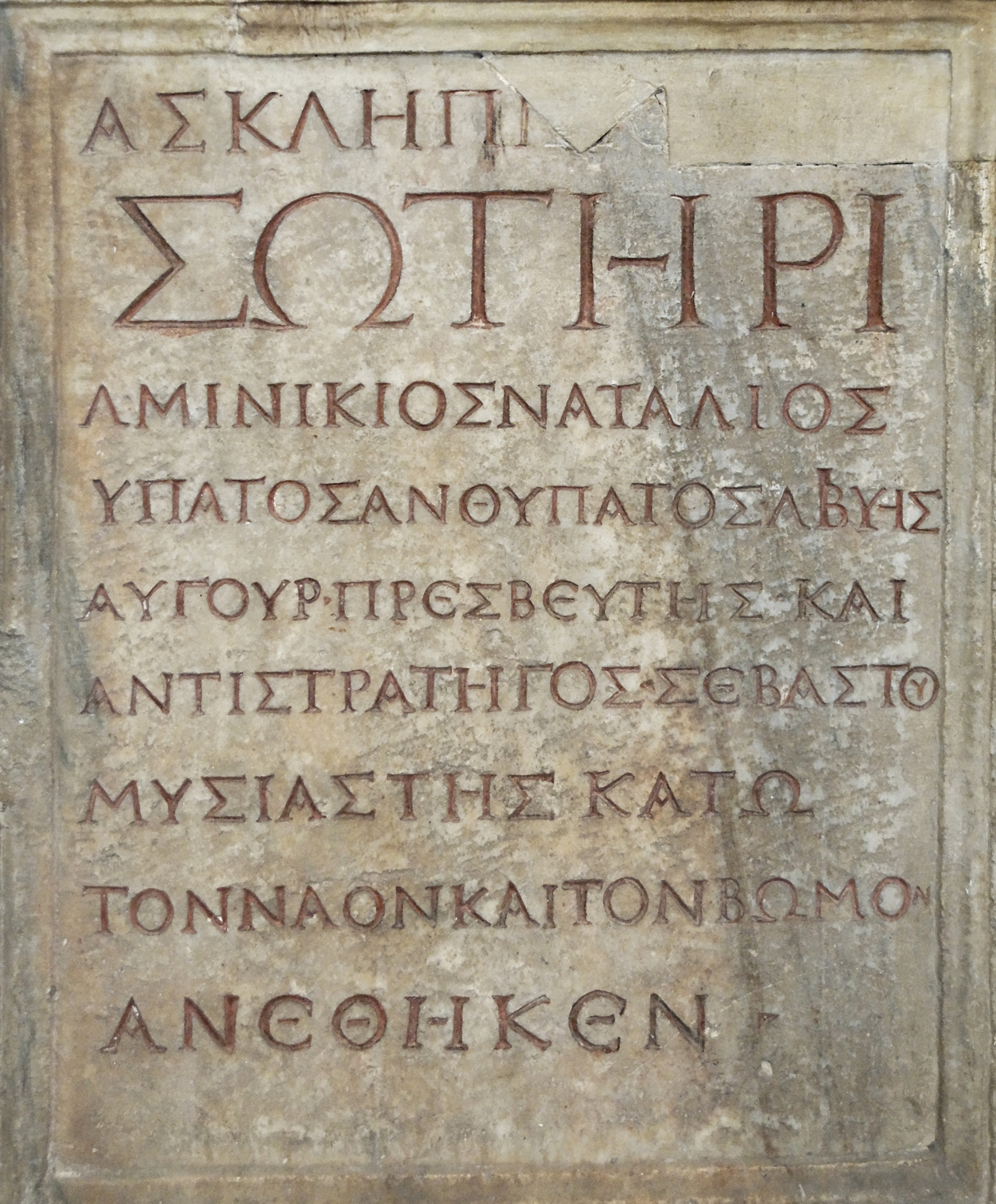
Voto grego num altar a Esculápio pelo cônsul Lúcio Minúcio Natal

As certidões de nascimento e testamentos dos cidadãos romanos eram obrigatoriamente escritos em latim até ao reinado de Alexandre Severo (r. 222–235). Os romanos analfabetos recorriam a alguém, como escribas do governo (scriba), para ler ou escrever os seus documentos oficiais. As leis e éditos eram publicados por escrito e também eram anunciados oralmente. A arte pública e as cerimónias religiosas eram formas de comunicar a ideologia imperial, independentemente da língua falada ou da capacidade de leitura. Os artistas gregos levaram para Roma uma forma primitiva de dança narrativa (pantomimo) que se tornou popular por todo o império multilíngue, em parte porque se baseava mais em gestos do que na expressão verbal.
O latim foi a língua oficial do exército romano até meados do século VI e permaneceu a língua mais comum para uso militar, inclusivamente no Império do Oriente, até à década de 630. Pelo contrário, só há registo de dois bispos terem falado latim nos concílios ecuménicos realizados durante o reinado de Teodósio II (r. 408–450).

## Grego

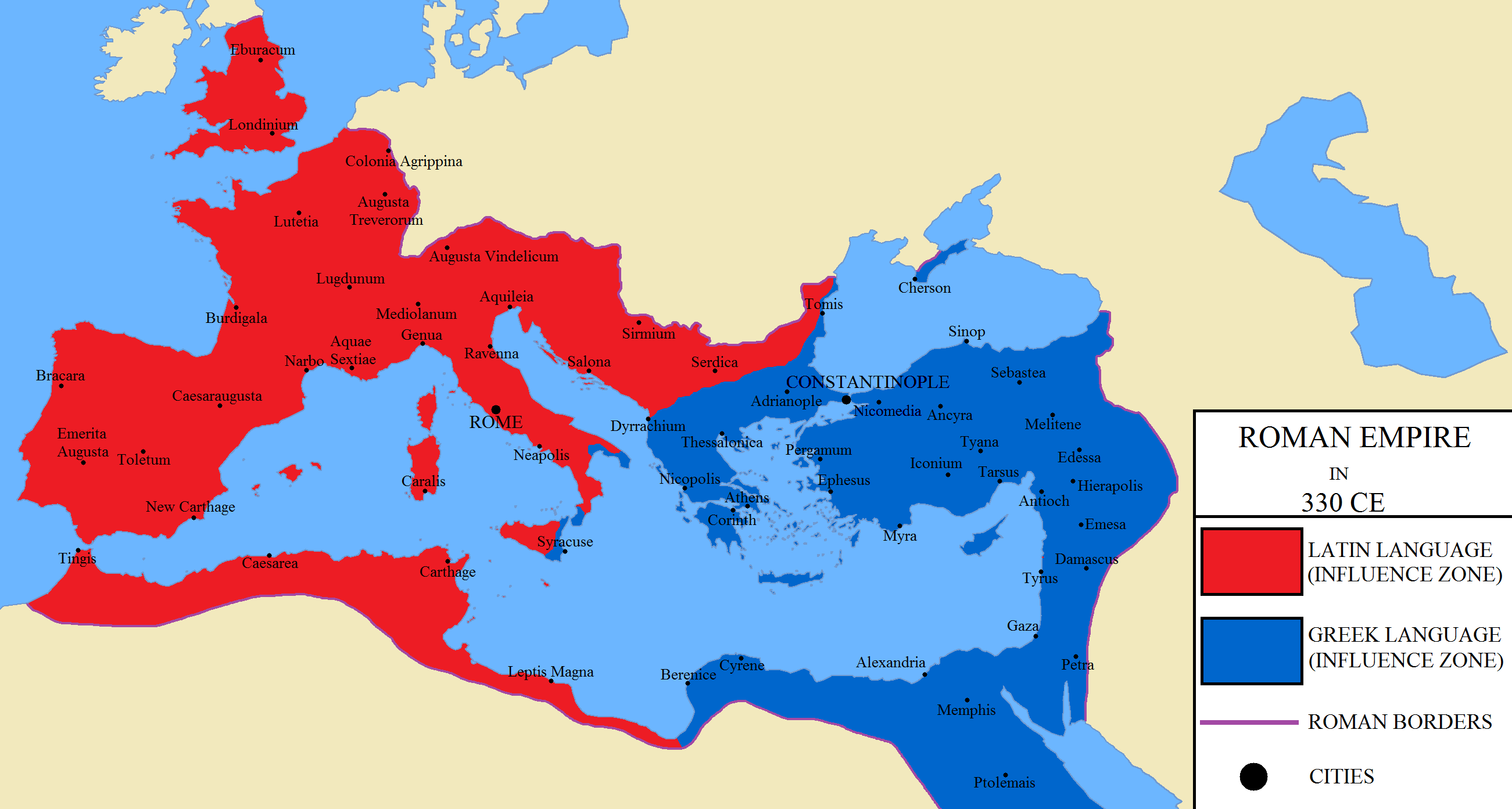
A divisão linguística do Império Romano, com o latim predominando no Ocidente e o grego predominando no Oriente.

Na sequência das conquistas de Alexandre, o Grande no século IV a.C., o grego koiné tornou-se a língua franca do Mediterrâneo Oriental e da Ásia Menor. Luciano de Samósata vai ao ponto de imaginar que o grego é a língua universal dos mortos no mundo inferior. Na Antiguidade Tardia, o grego era o idioma falado pela maior parte dos habitantes da península e ilhas gregas, das maiores cidades do Oriente, da Anatólia ocidental e de algumas áreas costeiras no Mediterrâneo Oriental. O grego persistiu como a língua do Império Bizantino e evoluiu para uma variante distinta da clássica, o grego medieval, que daria origem ao grego moderno.

### Bilinguismo greco-latino e tradução

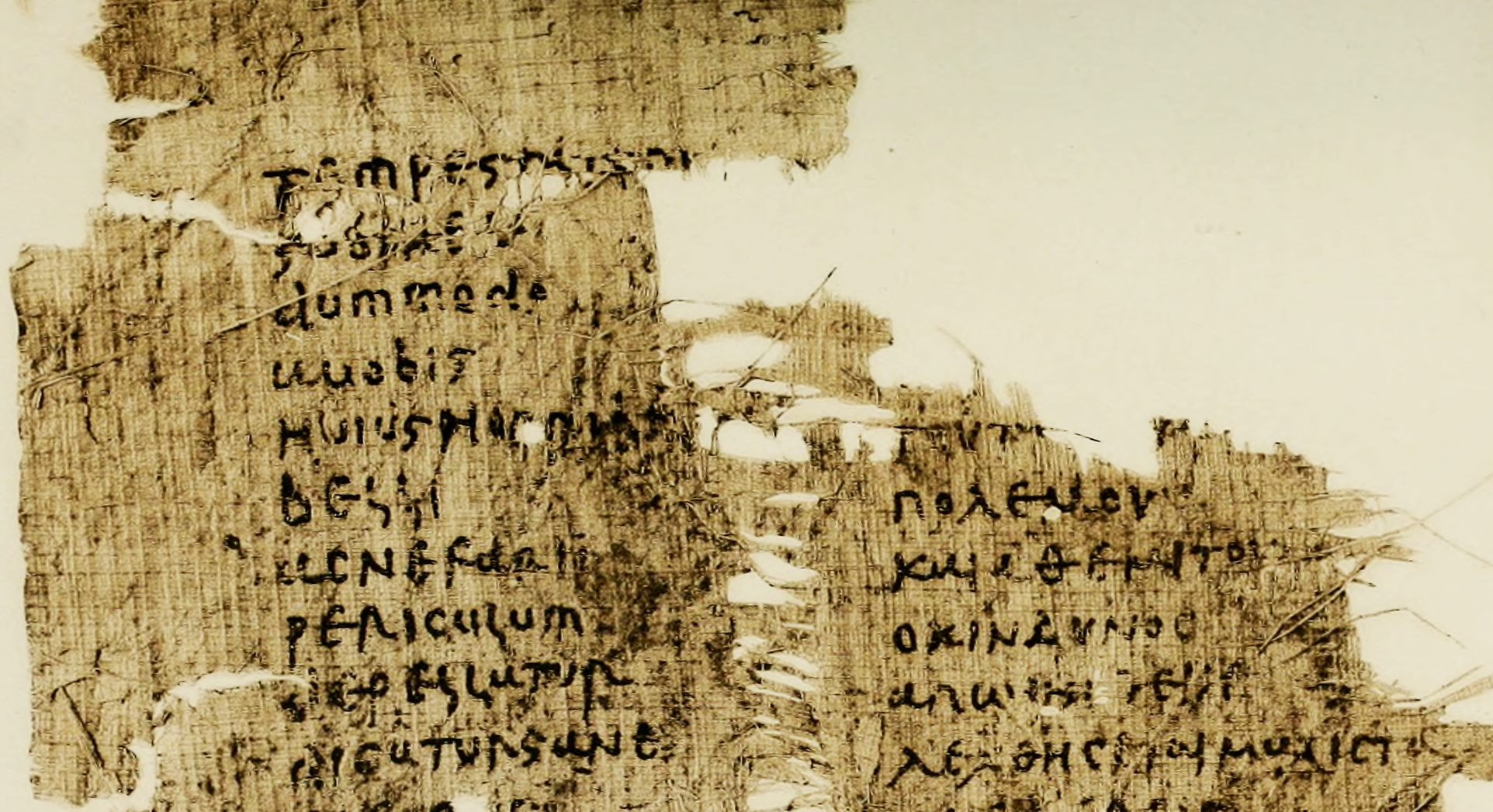
Um papiro com texto em latim e em grego de um discurso de Cícero

Não obstante o latim ser apresentado por Virgílio como uma fonte unificadora de identidade, o bilinguismo em grego teve um papel primordial na tradição literária romana. Os romanos que recebiam educação de elite estudavam grego como língua literária e muitos dos membros da classe governante sabiam falar grego. Um desultor litterarum (literalmente: "acrobata literário"), figura caraterística do meio cultural conhecido como Segunda Sofística, era alguém que tinha a capacidade de saltar de trás para a frente entre as duas línguas. Por seu turno, aqueles para quem o grego era a língua materna e pertenciam à elite intelectual eram capazes de praticar crítica literária de textos em latim.
O imperador Cláudio (r. 41–54 d.C.) tentou limitar o uso do grego e a certa altura chegou a revogar a cidadania de quem não falasse latim. No entanto, ele próprio ostentava o seu bilinguismo até quando se dirigia ao senado romano quando comunicava com embaixadores que falavam grego. Suetónio cita Cláudio referindo-se às "nossas duas línguas" e de como tinha dois secretários imperiais, um para grego e outro para latim. A interpenetração das duas línguas do dia a dia é indicada por inscrições bilingues, que por vezes misturando as duas línguas. Por exemplo, o epitáfio de um soldado que falava grego podia ser escrito primariamente em grego, mas com o seu posto e unidade militar escritos em latim.
No Império do Oriente, as leis e documentos oficiais era regularmente traduzidos para grego a partir do latim. Ambas as línguas era usadas ativamente por funcionários governamentais e pela igreja durante o século V. A partir do século seguinte, a cultura grega passou a ser estudada no Ocidente quase exclusivamente através de traduções em latim. Em textos gregos da Antiguidade Tardia e período bizantino é frequente o uso de termos emprestados do latim em tópicos técnicos.

## Movimentos de reforma linguística

Mapa das línguas regionais do império por volta do ano 150 EC

O aticismo foi uma moda da Segunda Sofística. Intelectuais como Élio Aristides procuraram restaurar os padrões do grego clássico caraterístico do dialeto ático, representado por Tucídides, Platão, Demóstenes e outros autores do período clássico. Estilistas de prosa que aspiravam o aticismo tentaram  evitar os vulgarismos do koiné, um objetivo impraticável, mas este purismo linguístico refletiu igualmente o florescimento de gramáticos e lexicógrafos no século II. O conhecimento da língua e da literatura contribuíram para preservar a cultura helenística no mundo romano.
Entre outras reformas, o imperador Diocleciano (r. 284–305) procurou reforçar a autoridade do latim e a expressão grega  ἡ κρατοῦσα διάλεκτος (hē kratousa dialektos), "dialeto do estado", atesta a continuidade do status do latim como a "língua do poder". O académico do século IV Libânio achava que o latim causava o declínio da qualidade da retórica em grego. No início do século VI, o imperador Justiniano empreendeu um esforço quixotesco para impor novamente o latim como língua de lei, apesar de nesse tempo o latim já não qualquer relevância como língua viva no Oriente.

## Línguas regionais
O predomínio do latim e grego na elite letrada pode ter obscurecido a continuidade de outras línguas faladas, pois todas as culturas do Império Romano eram essencialmente orais. Em áreas onde o siríaco, copta, hebreu e aramaico eram falados, esses idiomas coexistiram com o grego.

### Aramaico e siríaco

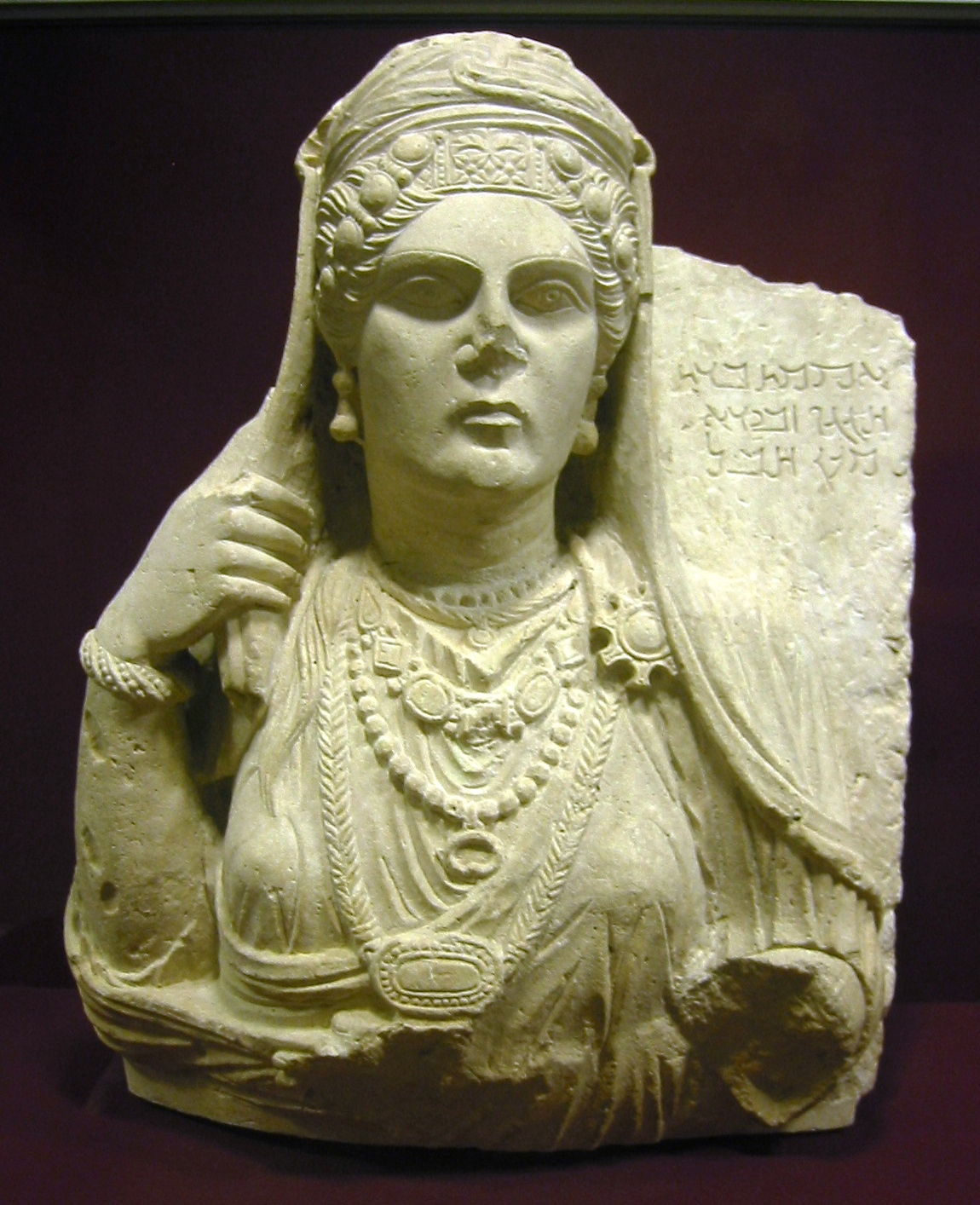
Busto funerário (século II) de Acmat, uma mulher síria, com uma inscrição no dialeto palmireno do aramaico

O aramaico, com vários dialetos, era a principal língua na Síria e Mesopotâmia. O siríaco era usado na região de Antioquia, uma das três maiores cidades do império, em particular por cristãos. A literatura siríaca é conhecida a partir do fim do século II, disseminada pela comunidade cristã de Edessa. A literatura siríaca primitiva era produzida num meio intelectual maioritariamente grego até ao século IV, mas distinguia-se pelo uso de simbolismo rico e formas em verso, tendo influenciado escritores em grego como Eusébio, Basílio e Teodoreto. Entre as obras mais antigas da literatura siríaca encontram-se o Diatessarão de Tatiano e traduções de partes da Bíblia.
O prolífico académico siríaco Bardesanes sabia grego e enviou o seu filho para estudar em Atenas, mas optou por escrever na sua língua materna. Além de homilias siríacas e tratados, Bardesanes escreveu 150 hinos «de enorme influência e doutrina duvidosa». Outra literatura siríaca desse tempo inclui tratados cristãos, diálogos e atos apócrifos. Alguma literatura siríaca apresenta elementos gnósticos e contribuiu para a disseminação do maniqueísmo. Do século V em diante, inclui escritos monofisistas e nestorianos.
Houve obras do autor siríaco Efrém traduzidas para grego. O satirista e retórico Luciano de Samósata era natural daquela cidade na província romana da Síria; apesar de escrever em grego, ele chama-se a si próprio sírio e uma referência a ele como "bárbaro" sugere que ele falaria siríaco.
Soldados de Palmira chegaram a usar o seu dialeto de aramaico em inscrições, o que constitui uma notável exceção à regra do latim ser a língua dos militares.

### Copta

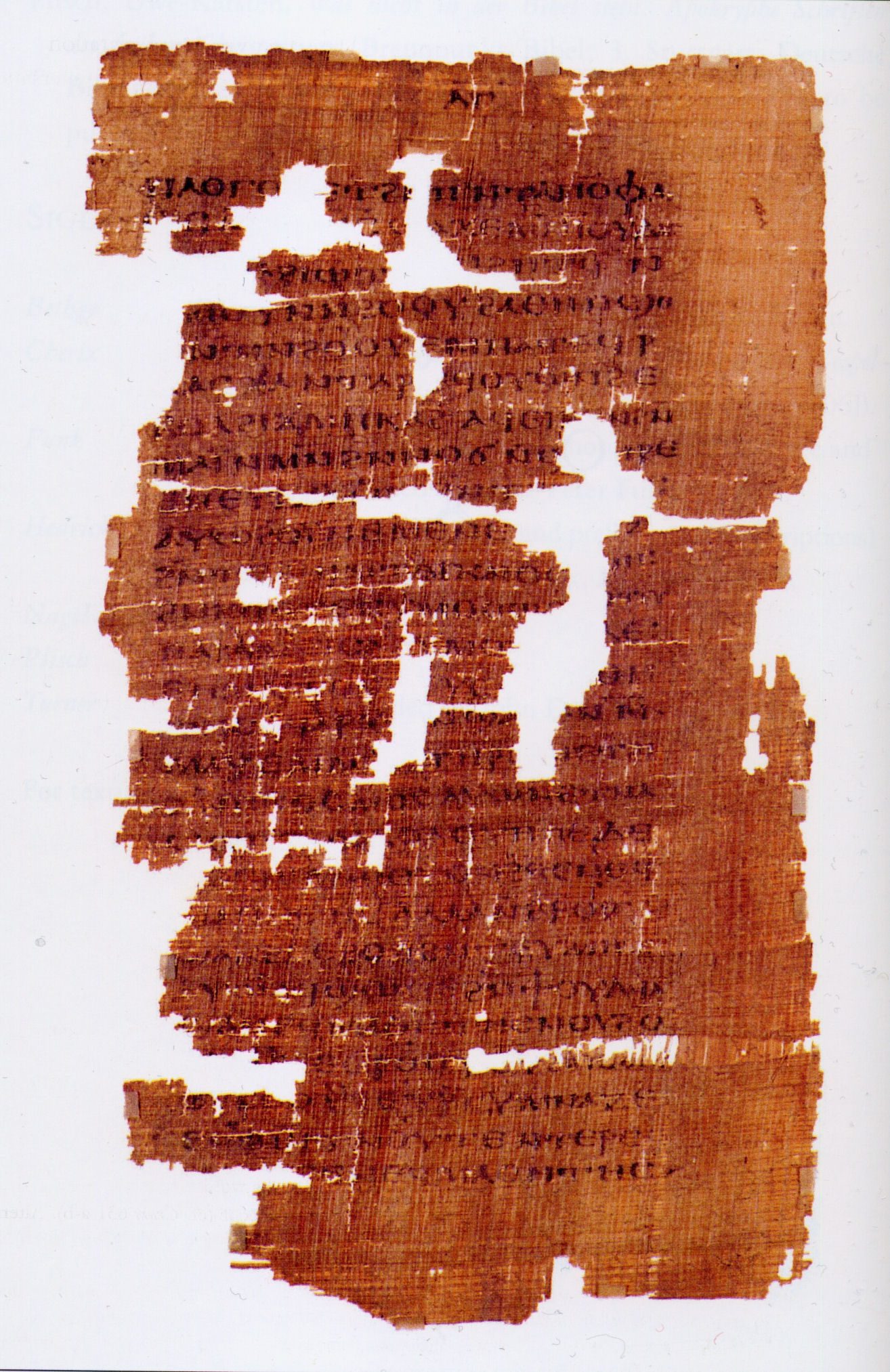
Primeira página do Evangelho de Judas no Codex Tchacos copta (séculos III-IV d.C.)

"Copta" é a designação moderna para a forma de antigo egípcio que se desenvolveu durante a Antiguidade Tardia. O copta escrito como língua literária parece ter resultado de um esforço consciente entre a classe letrada do Egito para revitalizar o seu património cultural.
No século IV existia um sistema de escrita copta — baseado no alfabeto grego com carácteres adicionais do egípcio demótico para refletir a fonologia egípcia — que se encontra em documentos escritos em vários dialetos, como boáirico antigo, faiúmico, acmímico e saídico. Nessa altura o copta emergiu como uma língua literária completa, a qual foi usada em traduções de obras literárias gregas, textos litúrgicos e obras patrísticas. Entre os séculos IV e VII foram escritas em copta, sobretudo no dialeto saídico, várias obras originais como homilias, hagiografias, regras monásticas, epístolas e exortações. Como sistema de escrita, o copta era usado para atividades do dia a dia, como inventários e transações de imobiliário, bem como em poesia. Na década de 640, quando o Egito ficou sob o domínio árabe, os cristãos coptas constituíam a maioria da população. No fim do século VII os textos jurídicos podem ainda ter sido escritos em copta — por exemplo, há um protocolo bilíngue greco-árabe com uma menção a Maomé que precede um documento inteiramente escrito em copta que evoca a Trindade.

### Púnico
O púnico, a língua semítica dos cartagineses, continuou a ser usada no Norte de África durante o período imperial. Antes da conquista romana em 146 a.C., quase todas as inscrições púnicas eram votos dedicados às divindades Tanit e Ba'al ou comemorações fúnebres, mas durante o período romano há uma maior variedade de temas, usando neo-púnico, frequentemente com textos em latim ou grego em paralelo. Uma ocorrência notável de inscrição neo-púnica encontra-se no templo de Roma e Augusto de Léptis Magna, construído entre 14 e 19 d.C. que à parte dessa inscrição é profundamente romano em todos os aspetos. Uma das inscrições neo-púnicas mais tardias em monumentos data do reinado de Domiciano (r. 81–96 s.C.n) Não se conhecem inscrições de escrita púnica em pedra posteriores ao século II ou III. Nos séculos IV e V o púnico era escrito usando o alfabeto latino.
O púnico era falado ao mais alto nível da sociedade. O imperador Septímio Severo (r. 193–211) era natural de Léptis Magna e falava púnico como falava latim e grego, enquanto que a sua irmã dominava muito mal o latim. Santo Agostinho (354–430), outro norte-africano, menciona o púnico várias vezes; ele observou que o púnico estava relacionado com o hebraico e o siríaco e os seus conhecimentos da língua dos cartagineses ajudou-o a perceber palavras semíticas da Bíblia transliteradas.

### Celta

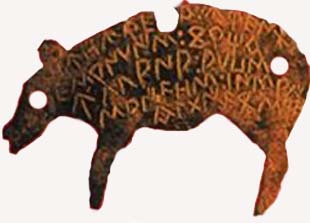
Inscrição celtibérica em uma téssera hospitalar do período republicano encontrada em Uxama. Atualmente no Museu Numantino de Sória

A línguas celtas existentes no início do período imperial incluíam o gaulês, falado na Gália (atualmente França, Bélgica e Suíça); celtibérico, em algumas partes da Hispânia (hoje Portugal e Espanha); o britónico na Britânia; e gálata, um ramo do celta levado para a Anatólia pelas invasões gaulesas do século III a.C. O topónimo grego Galácia deriva de gálatas (galatai), a designação grega de gauleses ou celtas. Há registo de palavras emprestadas do gaulês em latim, as mais antigas de 239–169 a.C., devido à existência de povoados celtas na península Itálica. Na Antiguidade Tardia alguns termos gauleses tinham ficado tão latinizados que a sua origem celta já não era reconhecida.
O celtibérico é documentado como língua escrita só depois dos contactos com os romanos no século II a.C. Das 103 inscrições celtibéricas conhecidas, 30 em escrita ibérica são sinais de hospitalidade (tésseras hospitalares; tesserae hospitales), 20 delas com formas de animais. O costume social de pedir apoio mútuo entre famílias ou comunidades era compatível com o conceito de hospitium da cultura romana, pelo que os celtiberos continuaram a produzir esses símbolos, embora tivessem passado a usar o latim a partir do século II d.C. Durante o reinado de Augusto, o território dos celtiberos passou a fazer parte da província de Tarraconense. O celtibérico escrito deixa de aparecer no início desse reinado, se não antes.
Várias referências ao gaulês na Antiguidade Tardia podem indicar que ele continuou a ser falado. Ireneu, bispo de Lugduno (atual Lyon) a partir de 177 d.C., lamenta que tem que comunicar com os seus paroquianos na "língua bárbara" deles, provavelmente gaulês. O jurisconsulto Ulpiano (170–228) menciona a necessidade de reconhecer os contratos verbais gauleses. Élio Lamprídio relata que uma druidisa fez uma profecia em gaulês ao imperador Alexandre Severo (r. 222–235). São Jerónimo (331–420), observa que os gauleses tréveros da Gália Bélgica falavam uma língua "mais ou menos igual" à dos gálatas (da Anatólia). A coleção de receitas farmacológicas de Marcelo de Bordéus (final do século IV ou início do século V) contém várias palavras gaulesas, principalmente nomes de plantas, o que parece uma indicação de que a língua permaneceu em uso pelo menos para alguns propósitos, como a medicina tradicional e magia. Sulpício Severo (363–425), da Gália Aquitânia, fala no bilinguismo latino-gaulês, com o gaulês como primeira língua. Outros menções a pessoas que "falam de maneira gaulesa" ou algo similar podem referir-se a falar latim com uma pronúncia regional gaulesa.

### Germânico

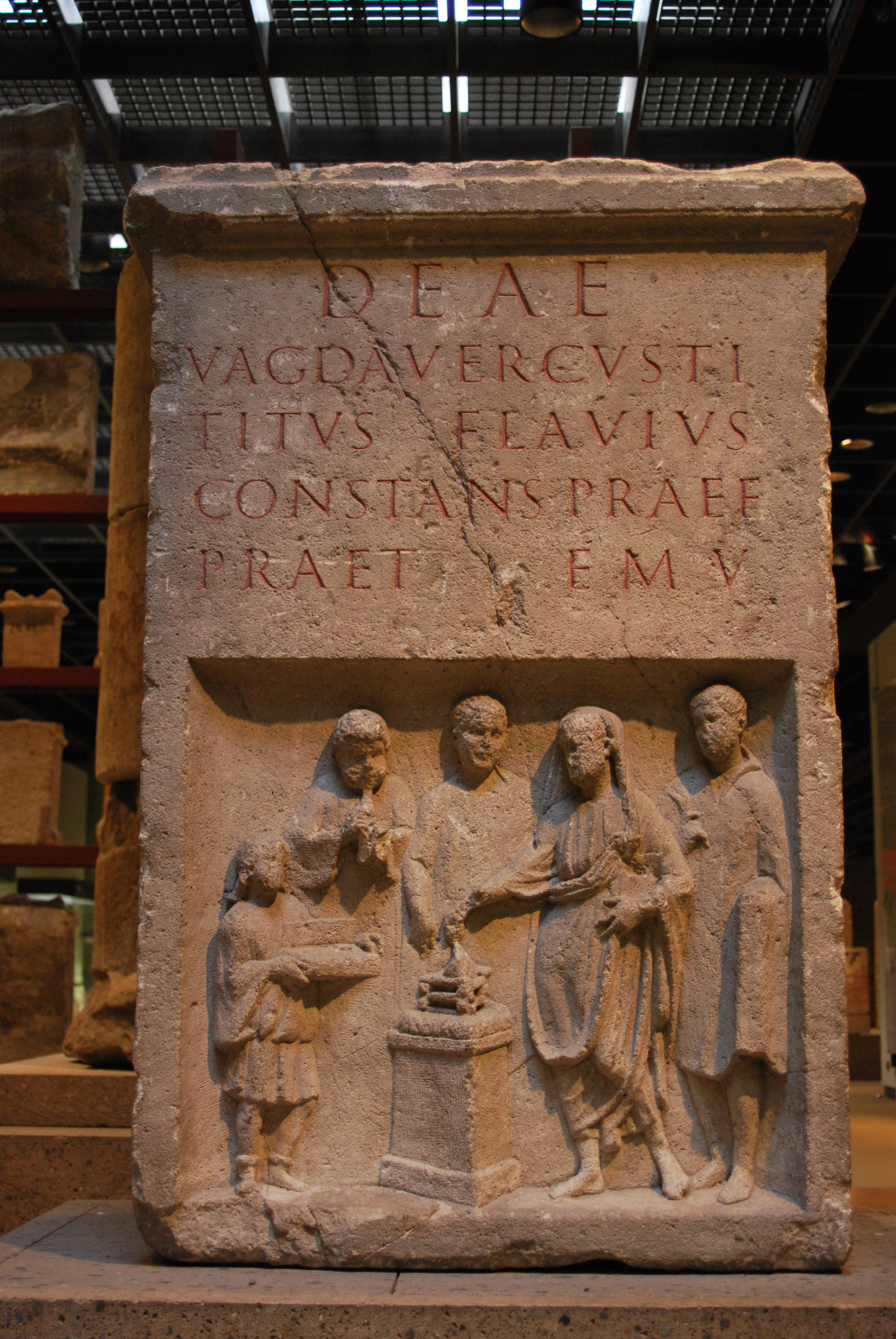
Cena de sacrifício romano em um altar com dedicação latina à deusa celta ou germânica Vagdavercustis, inaugurada pelo prefeito do pretório em 165 d.C. em Colonia Ubiorum (Colônia, Alemanha)

Quase não há registos sobre as línguas germânicas faladas no império, à exceção do gótico. Há uma frase nesta língua citada num dístico elegíaco da “Antologia Latina”  e partes substanciais dos Evangelhos foram traduzidas para gótico e foram preservadas no Códice Argênteo, uma obra do século VI. Ao passo que o latim assimilou por empréstimo algumas palavras germânicas, a influência linguística no sentido contrário foi muito mais forte.
O bilinguismo em latim e línguas germânicas era especialmente importante para os oficiais que comandavam unidades militares recrutadas em áreas onde se falavam essas línguas. Tácito observa que Armínio (16 a.C.–21 d.C.), o oficial querusco que depois liderou uma revolta contra os romanos que foi desastrosa para estes, era bilíngue. O imperador Juliano (r. 361–363) contratou como espião um tribuno militar germânico que era bilíngue. Os oficiais e secretários que tratavam dos registos preservados nas placas de Vindolanda (século I ou II d.C.) era batavos, mas no seu latim não tem quaisquer traços disso; porém, os soldados comuns das suas unidades podem ter continuado a usar a sua língua germânica. Alguns oficiais que falavam latim aprendiam línguas germânicas no decurso do seu serviço e atuaram como intérpretes, mas isso era menos comum. Aprender germânico podia não ser visto com muitos bons olhos, podendo levantar suspeitas de "barbarismo" — por exemplo, na Gália do século V, Sidónio Apolinário (ca.  430–486), que nasceu e viveu na Lugduno gaulesa, achava esquisito que o seu amigo Siágrio se tivesse tornado fluente em germânico.

## Multilinguismo
O trilinguismo provavelmente não era incomum entre os indivíduos educados que eram originários de regiões onde se falava uma língua que não o latim ou o grego. O romancista latino norte-africano Apuleio (125–170 d.C.) também escreveu em grego e a mãe ensinou-lhe púnico. O arquivo pessoal de Babata é um exemplo sugestivo de multilinguismo prático. Os papiros que o constituem, pertencentes a uma judia que viveu na na província da Arábia, datam do período de 93 a 132 d.C. e estão escritos principalmente em aramaico, a língua local, escrito com carácteres gregos com influências semíticas e latinas. No entanto, uma petição ao governador romano está escrita em grego.
Um exemplo notável de multilinguismo e de multiculturalismo no império é um epitáfio do século II de uma mulher chamada Regina, descoberto em 1878 perto do forte romano de South Shields, no nordeste de Inglaterra. A inscrição está escrita em latim e dialeto palmireno, a língua do marido de Regina, Barates, que foi identificado com um porta-estandarte (vexilário) de Palmira, na Síria, que provavelmente pertencia a uma unidade militar estacionada ao longo da Muralha de Adriano. Contudo, o latim está construído gramaticalmente na forma usada nas inscrições honoríficas gregas típicas de Palmira, o que sugere que Barates era bilíngue em aramaico e grego e a essas línguas juntou o latim. A parte em latim é maior, mais comprida, e contém a maior parte das informações. O palmireno está esculpido numa escrita cursiva fluida e informa apenas o nome de Regina e uma expressão de dor. Dado que poucas pessoas na Britânia saberiam ler palmireno, o seu uso pode ter sido uma forma usada por Barates para afirmar a sua identidade e as suas emoções. Um quarto elemento linguístico é o próprio nome da mulher, que tanto pode ser latino como céltico. Esses nomes parecem ter sido frequentemente escolhidos pela sua dualidade deliberada. Regina é identificada como sendo catuvelauna (os catuvelaunos eram uma etnia celta da Britânia cuja capital [civitas] era Verulâmio) que na inscrição em latim do epitáfio aparece com a grafia galo-britónica "Catuallauna" e não a latina "Catuvellauni".

## Distribuição geográfica

### Península Itálica e Sicília

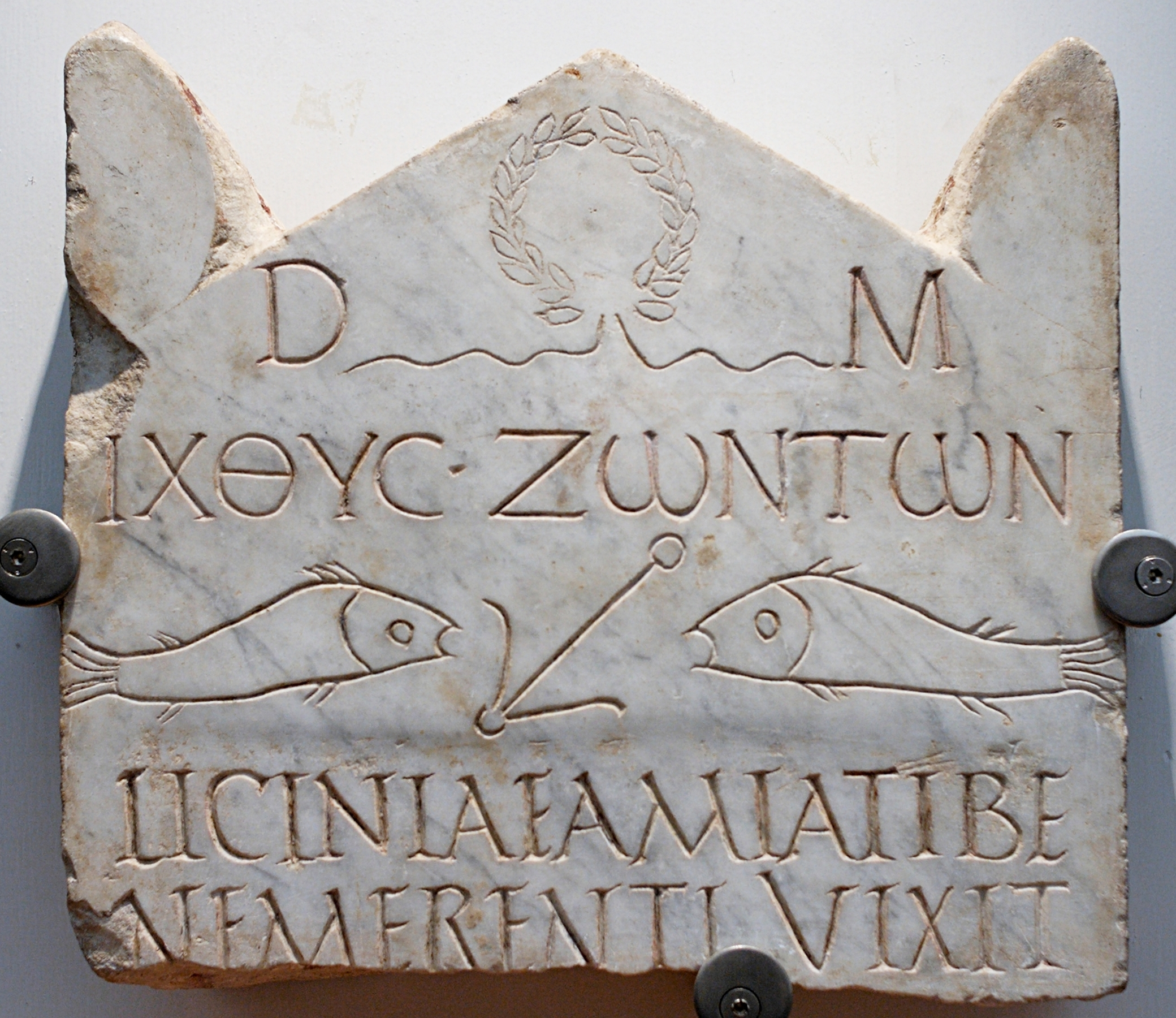
Estela funerária do século III. Uma das mais antigas inscrições cristãs: a abreviação D.M. no topo refere-se a Manes, o antigo espírito romano da morte, mas acompanha a âncora cristã e o peixe simbólico expresso pela frase grega "Peixe e vida", seguido pelo epitáfio do falecido em latim.

Na Itália, o uso do latim escrito tinha substituído o osco (outra língua itálica, como o latim) e o etrusco no fim do século I d.C. Há grafíti em osco preservados pela erupção do Vesúvio de 79 d.C. em Pompeia, que se situava numa região osca; alguns deles podem ser posteriores à erupção de 63. Em meados do século I, o imperador Cláudio, que era apaixonado por antiguidades, sabia etrusco e escreveu uma obra de vários volumes sobre os etruscos, obra essa que não chegou aos nossos dias.
O multilinguismo tinha sido comum na Sicília durante séculos, devido às ocupações sucessivas por cartagineses, gregos e romanos. Durante o período republicano o tráfico de escravos levou para a ilha falantes de grego e outras línguas do Oriente e na era imperial o grego era a língua das pessoas com estatuto social mais elevado, como oficiais do governo e negociantes. A imigração para a Sicília no início do império era mais frequente ser originada em regiões onde se falava latim do que em regiões onde se falava grego. Os falantes africanos de latim tinham uma presença significativa na ilha. As inscrições cristãs em grego são muito mais numerosas do que em latim. Na Antiguidade Tardia, o bilinguismo greco-latino era de tal forma comum que é possível que pudesse ser adquirido pelas interações pessoais do dia a dia. Aparentemente as comunidades judias de Siracusa foram bilíngues em hebraico e grego. Há também algumas evidências do uso de siríaco na Sicília.

### Províncias ocidentais

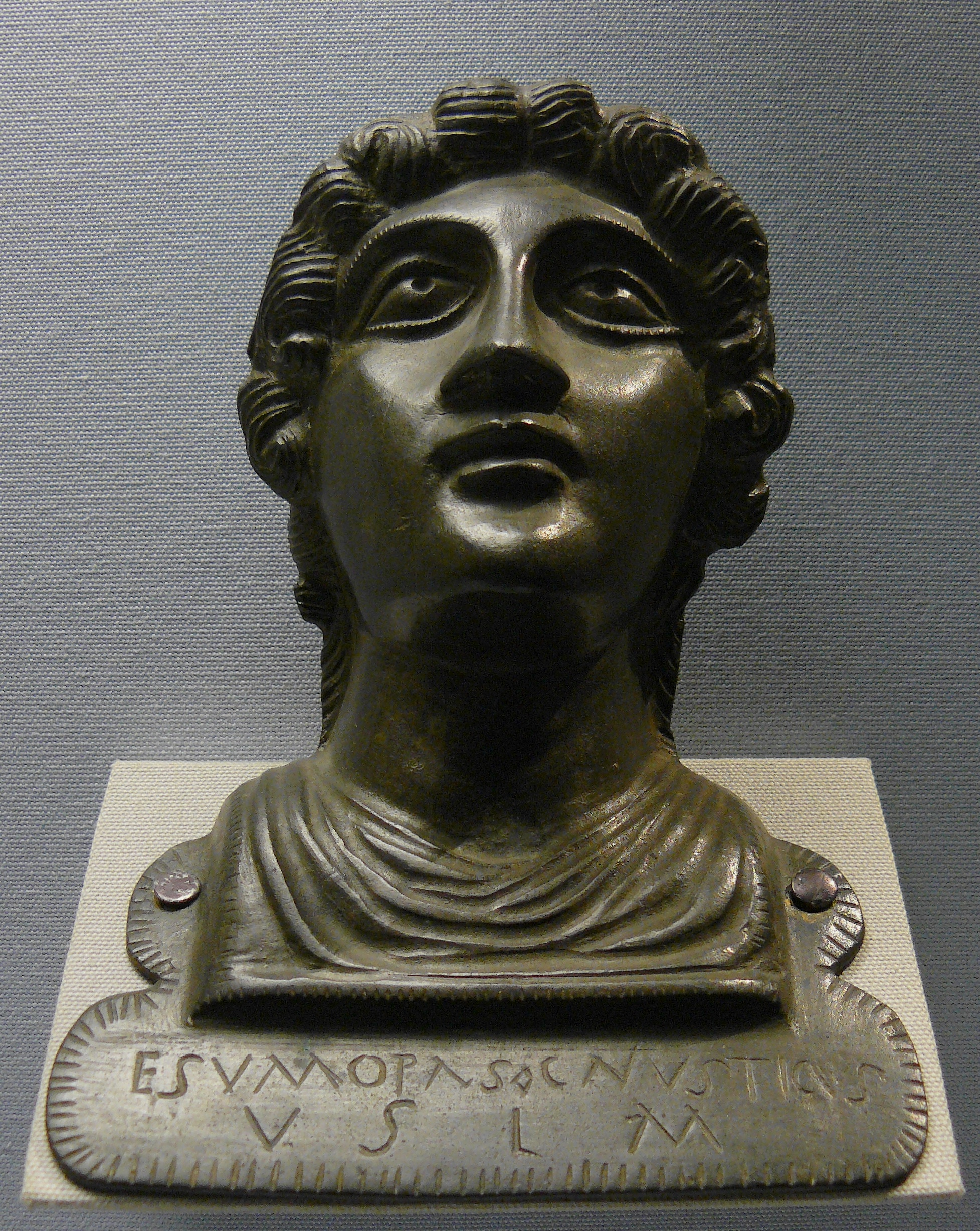
Busto votivo (final do século I) com o nome gaulês Esumopas Cnúscio e a abreviação latina VSLM (votum solvit libens merito, "atendido seu voto livremente, como merecido")

Na parte ocidental do império o latim substituiu gradualmente as línguas celtas, com que estava relacionado pela origem indo-europeia comum. As semelhanças na sintaxe e no vocabulário facilitou a adoção do latim. a Gália mediterrânica (sul de França) tinha-se tornado trilíngue, falando grego, latim e gaulês, em meados do século I a.C.  A importância do latim para ganhar acesso à estrutura do poder governante causou o rápido desaparecimento das inscrições em escritas que tinham sido usadas para representar as línguas locais da Península Ibérica (Hispânia) e na Gália. Entre outros aspetos de uma cultura galo-romana distinta estava a criação de textos galo-romanos. Em inscrições comemorativas em latim, os indivíduos com nomes celtas raramente se identificam a eles próprios como "celtas" ou "gauleses", sendo mais comum identificarem as pessoas da sua civitas (como os éduos, remos, pictões, etc.) ou da sua tribo romana como cidadãos romanos. Alguns escritores importantes de latim nasceram na Península Ibérica durante o período imperial, como é o caso de Séneca, Lucano, Quintiliano, Marcial e Prudêncio.
A maior parte das 136 inscrições em grego conhecidas da Gália mediterrânica (a Gália Narbonense), incluindo as que provêm de locais que originalmente foram colónias gregas, são posteriores a Augusto. O seu conteúdo indica que o grego era cada vez mais usado para fins específicos como educação, medicina, representação, atividades de combate, arte, magia, religião (cristianismo incluído), etc. Inscrições de Marselha (antiga Massília), fundada como uma colónia por gregos da Foceia c. 600 a.C. mostram o uso continuado do grego, especialmente na educação e medicina, até ao 2º e 3º séculos da era imperial. No século IV, o poeta e académico latino Ausónio, natural de Burdígala (atualmente Bordéus), na Gália Aquitânia, dizia que o seu pai, médico, falava grego ático com mais eloquência do que falava latim. 
O basco, uma língua não indo-europeia, sobreviveu na região dos Pirenéus. Os povos do sudoeste da Gália e do nordeste da Hispânia, naquilo que são atualmente, grosso modo, as regiões de Bordéus e Navarra, eram consideradas por Júlio César como sendo diferentes dos celtas e a língua aquitana que falavam era uma língua vascónica, como o basco, a julgar pelos topónimos. Os aquitanos adotaram o latim depois de submetidos pelos romanos.
É provável que o gaulês tenha sido falado nas zonas central e setentrional da Gália até ao século IV ou mesmo século V e na Armórica (atual Bretanha), talvez até ao século VI. O latim não penetrou tão significativamente na na Britânia e possivelmente e definhou rapidamente depois da retirada romana cerca de 410. As evidências da existência de termos latinos emprestados no britónico sugerem que o latim usado na Grã-Bretanha romana era académico, e não era usado nas conversas do dia a dia, como acontecia no continente.

### Norte de África

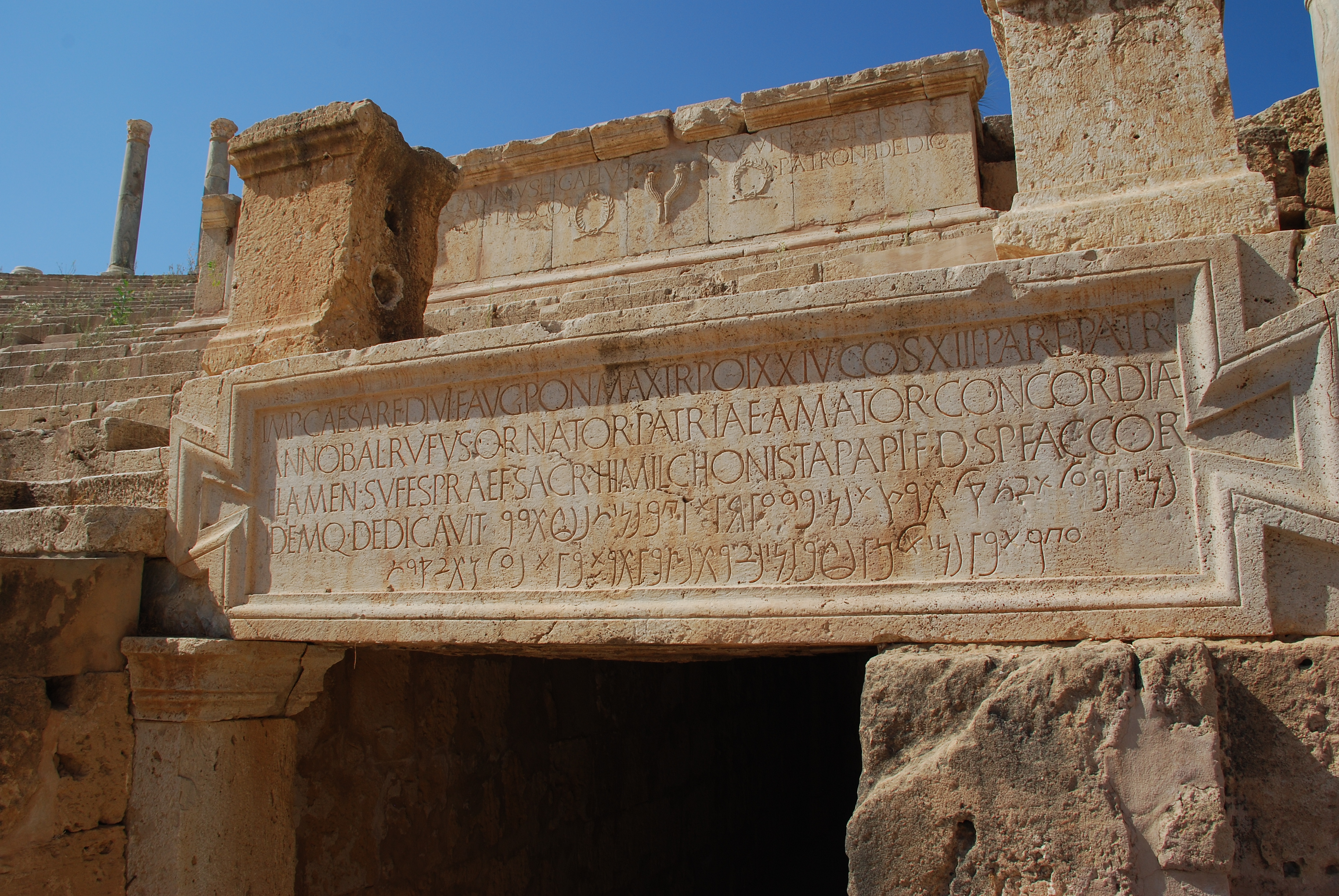
Inscrição latino-púnicano teatro em Léptis Magna na atual Líbia

Nas províncias de África a ocidente da Cirenaica, uma região colonizada por gregos desde o século VII a.C., as populações de Cartago e outros ex-colónias fenícias falavam e escreviam púnico, embora o latim fosse comum nos centros urbanos. Outros norte-africanos falavam línguas afro-asiáticas (líbico ou númida), que alguns consideram versões primitivas de berbere. 
O púnico foi usado em legendas de moedas durante o reinado de Tibério (r. 14–37 d.C.) e aparecem inscrições em púnico em edifícios públicos até ao século II, algumas delas bilíngues com latim. Havia também inscrições trilíngues — uma delas, relacionada com o culto imperial, apresenta "o latim oficial, o púnico local e o grego dos mercadores de passagem e de uma elite educada e cosmopolita".
As inscrições em líbio usam uma escrita semelhante ao tifinague usado para escrever o berbere, geralmente escrito verticalmente, de baixo para cima, com 23 carácteres de formas geométricas bastante rígidas. Encontram-se exemplos bilíngues de líbio tanto com latim como com púnico, o que indica que algumas pessoas que sabiam escrever essas línguas também sabiam pelo menos transliterar os seus nomes na escrita líbia. Embora as inscrições em líbio se concentrem a sudeste de Hipona, perto do que é hoje a fronteira entre a Argélia e a Tunísia, a sua distribuição disseminada sugere que o conhecimento da língua não se confinava a comunidades isoladas.
Entre os escritores africanos notáveis em latim durante o período imperial há nomes como o romancista Apuleio (125–170) e os Padres da Igreja Tertuliano (160–220) e Agostinho (354–430). O latim continuou a ser usado como primeira língua no Norte de África por algumas comunidades, particularmente na região de Cartago, durante o período do Reino Vândalo (435–534), mas desapareceu no final do século VII com a conquista árabe.

### Egito

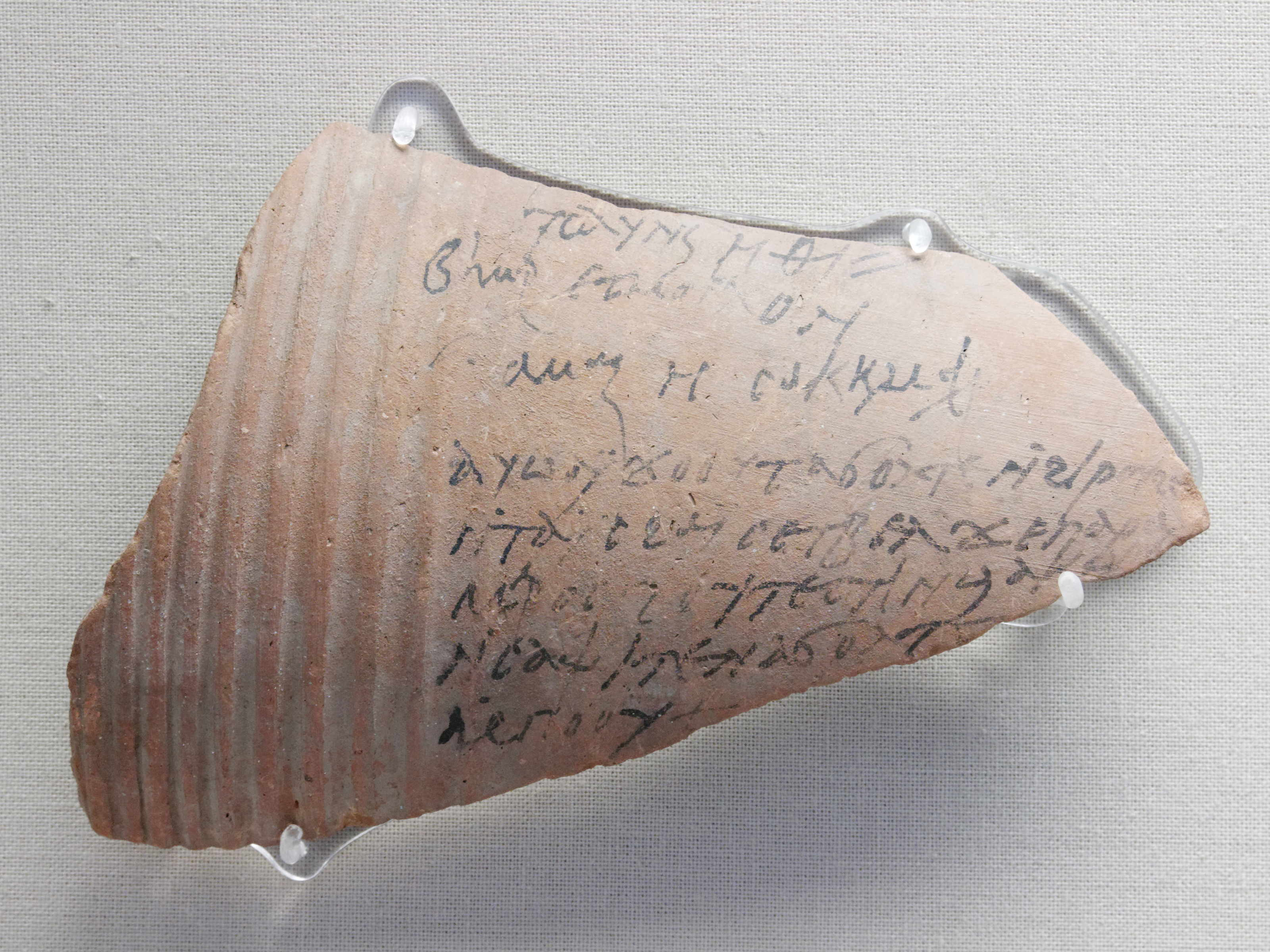
Fragmento de um recipiente de armazenamento com gravação em copta sobre o transporte de trigo para um moinho, datado de 2 de junho de 321 d.C.

No Egito, a língua predominante era o copta, mas o grego era usado desde a conquista por Alexandre. As línguas administrativas durante o período imperial romano foram o latim e o grego. Alexandria, fundada em 331 a.C. sob o domínio grego e uma das três maiores cidades do Império Romano, foi uma das cidades de proa na vida intelectual grega durante os períodos helenístico e imperial romano. Célebre pela sua biblioteca, foi também um centro de disseminação do cristianismo, que se espalhou primeiro entre os falantes de grego do Egito.
Após a conquista islâmica, aproximadamente em 700 d.C., o grego foi substituído pelo árabe, a língua dos conquistadores. O copta começou a declinar, conservando-se apenas para fins litúrgicos.

### Império do Oriente
Não obstante o grego ser de uso comum em volta do Mediterrâneo e na Ásia Menor, até fora das fronteiras imperiais, a distribuição linguística na parte oriental do império era complexo. Há inscrições da era imperial romana em gálata (uma forma de celta levada pelo invasores gauleses do século III a.C.), frígio, pisídio e capadócio, todas línguas hoje extintas da Anatólia. Fontes cristãs também mencionam a sobrevivência do gálata, capadócio, mísio e do isauro na Ásia Menor. Como grego e o latim, estas eram línguas indo-europeias. O frígio não é nomeado como língua em textos literários até ao século VI, mas foi preservado em cerca de uma centena de inscrições funerárias em escrita grega, a maior parte delas contendo também texto em grego e datadas do século III. Aparentemente algumas fontes mencionam uma pronúncia capadócia na fala em grego.
Fora do meio militar, o latim nunca chegou a ser uma língua do dia a dia no Oriente. Uma exceção a isso foi a colónia romana de Berito (Berytus; a atual Beirute), onde era possível obter formação em latim, e que ganhou fama devido à sua escola de direito romano.

### Províncias do Danúbio e dos Balcãs

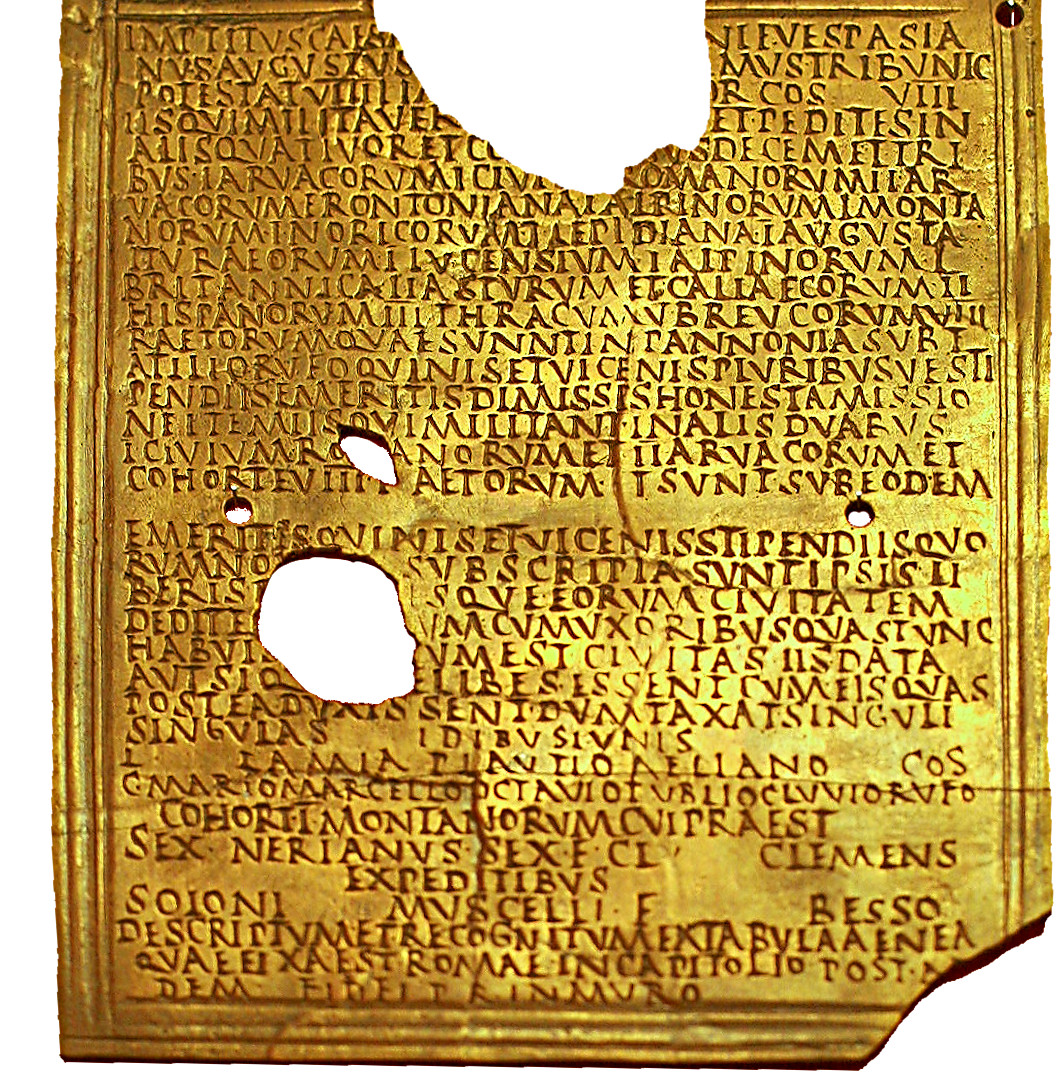
Diploma militar romano em latim datado de 13 de junho de 80 d.C., de Carnunto, na província danubiana de Nórica

As chamadas províncias do Danúbio situavam-se numa área geográfica que incluía o médio e baixo Danúbio, os Alpes Orientais, os Alpes Dináricos e a cordilheira dos Balcãs. As províncias nesta região genérica eram a Nórica, Dácia, Dalmácia, Mésia, Trácia, Cítia Menor e Panónia. A influência relativa do latim versus grego e vice-versa nesta área e nos Balcãs em geral é por vezes demarcada pela chamada Linha Jirecek.
O grego era usado na parte sul dos Balcãs desde o final do século IV a.C., em resultado das conquistas de Filipe II da Macedónia e do seu filho Alexandre. O macedónio antigo, possivelmente um dialeto grego, pode ter sido falado em algumas partes do que é hoje a República da Macedónia e o norte da Grécia. A língua usada a norte desta área teria sido o peónio e a sul o epirota, ambas esparsamente atestadas.
A noroeste falava-se ilírio, a nordeste o trácio e o dácio. Alguns estudiosos pensam que estas três línguas, todas indo-europeias, são formas primitivas do albanês atual. No seu exílio em Tômis (atual Constança, na Roménia), o poeta Ovídio (43 a.C.–17 d.C.) aprendeu geta e sármata (uma forma de cita) e observou que o grego era falado com uma acentuada pronúncia geta. As inscrições de Tômis do período imperial são geralmente em grego, com nomes pessoais e referências religiosas em trácio.

### Diáspora judaica

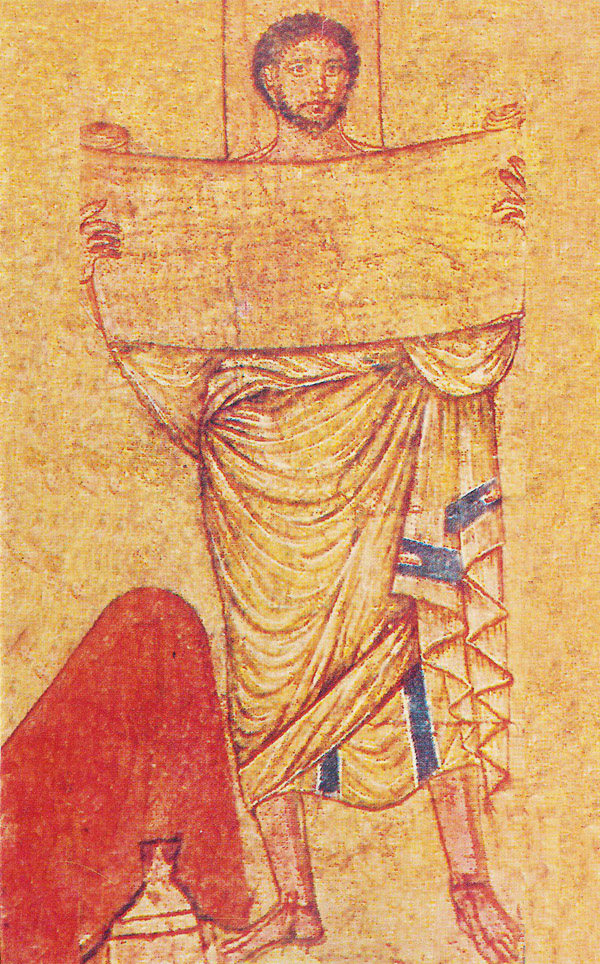
Ezra ou Jeremias lendo um pergaminho, em uma pintura da sinagoga de Dura Europo (século III)

As inscrições em grego e latim de judeus atestam o bilinguismo ou multilinguismo dos judeus do Império Romano e a sua dispersão geográfica reflete a diáspora judaica. Algumas inscrições podem ter a marca de Shalom no fim. As evidências da presença de judeus no Egito é preservada por papiros até à revolta judaica de 116-117. Na primeira metade do século V, o grego coexistiu com o latim e o judeu-aramaico nas comunidades judias da Palestina Prima e Secunda e encontra-se em inscrições de mosaicos inclusivamente em sinagogas.
Como a Septuaginta, a tradução em grego da Bíblia Hebraica anterior à era imperial, a literatura judaica em grego sob o Império Romano foi escrita maioritariamente por judeus que falavam grego. Alguns judeus que escreviam em grego durante o fim do período helenístico e início do período imperial romano — nomeadamente o filósofo e Fílon de Alexandria (20 a.C.–50 d.C.) o historiador Josefo (37 d.C.–100) — tinham em mente uma audiência que não era composta apenas por judeus.  Os “Oráculos Sibilinos” e o “Livro da Sabedoria” são exemplos de literatura judaica em grego desse período.
Não chegaram até nós textos em grego posteriores ao ano 100 d.C. que possam ser seguramente atribuídos a autores judeus. Depois desta data, os escritos judeus em grego tornaram-se irrelevantes para os cristãos, que perderam assim o interesse em preservá-los. A tradição de manuscrever da cultura medieval judaica preservou apenas escritos em hebraico e aramaico.

### Comunidades cristãs
A “Epístola a Diogneto” afirmava que a língua não era um fator determinante na identidade cristã; os cristãos podiam falar qualquer língua. Na Antiguidade Tardia, tinha sido criada literatura cristã praticamente em todas as línguas com uso regular no império, ainda que mínima em alguns casos.
O uso internacional do grego foi um fator que possibilitou a disseminação do cristianismo, como indica o exemplo do uso do grego nas Epístolas de São Paulo. Constantino (r. 306–337), o primeiro imperador a converter-se ao cristianismo, presumivelmente sabia algum grego, mas na sua corte falava-se latim e ele usou um intérprete para se dirigir aos bispos que falavam grego no Primeiro Concílio de Niceia. No Ocidente latino cristão, o grego passou a ser associado com "paganismo" e a ser visto como uma língua estrangeira (lingua peregrina. Santo Agostinho confessou que detestava grego e achava-o difícil de aprender. No entanto, na Antiguidade Tardia era possível falar grego como primeira língua embora não se considerando um "heleno" em matéria de religião e cultura. Na primeira metade do século V, o grego era a língua padrão com que os bispos comunicavam e as Acta Conciliorum (atas dos concílios da Igreja) eram originalmente escritas em grego e depois traduzidas para latim, siríaco ou copta. Durante este período, o latim tinha um papel secundário nos concílios ecuménicos, tal como acontecia com os bispos do Império do Ocidente que o falavam. Embora tradicionalmente se considere que o arménio se estabeleceu como uma língua cristã neste tempo, ele não aparece nas Acta Conciliorum. Há indícios de que o copta possa ter sido falado nos concílios, mas não há registos seguros disso. Nos concílios estava disponível tradução simultânea para grego para os participantes que usassem a sua própria língua, como alguns que são referidos como "árabes", "sarracenos" ou "ismaelitas". Foi encontrado conteúdo cristão em algumas inscrições do século VI em árabe.

## Língua ritual

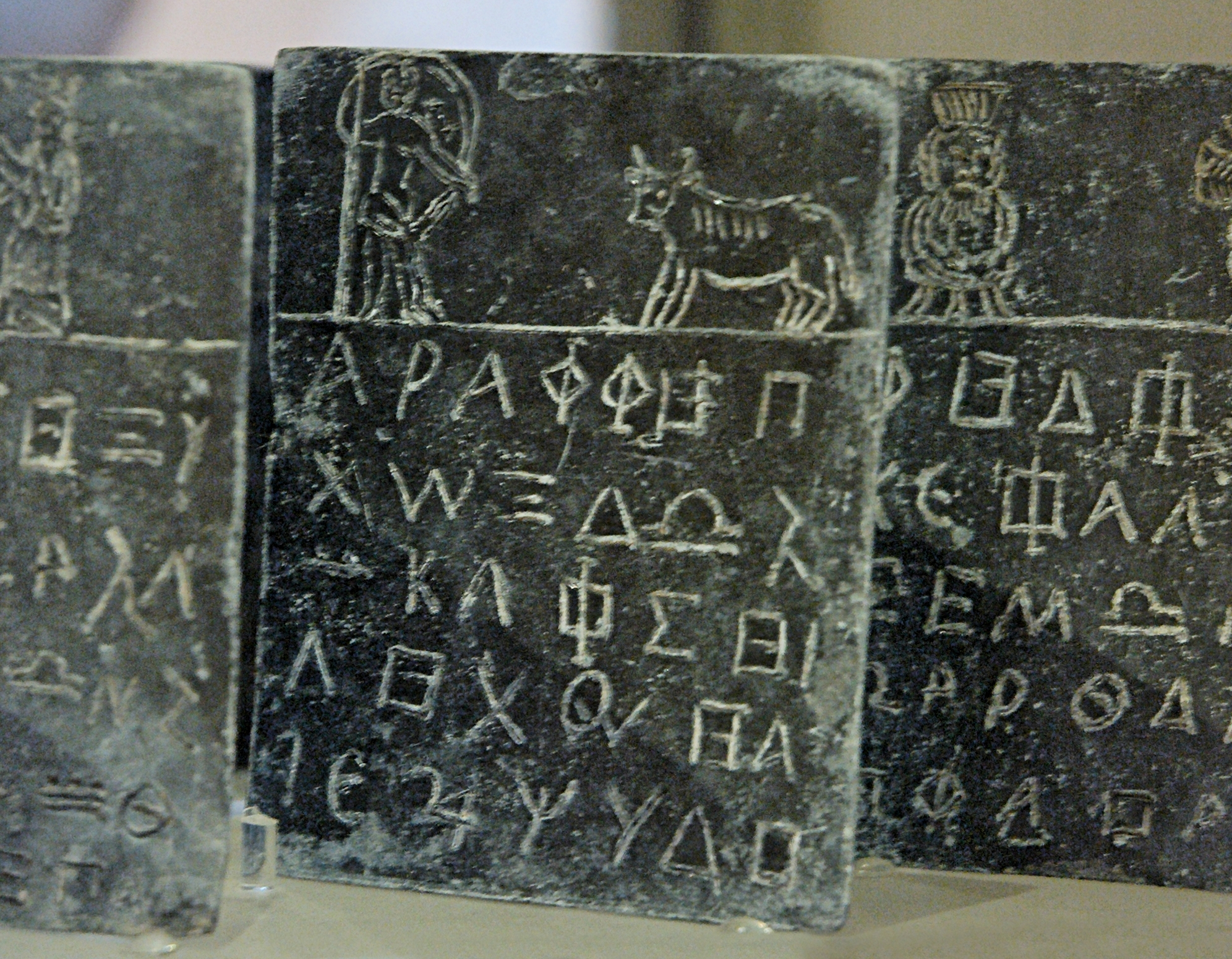
Tabletes com inscrições mágicas (300–500 d.C.)

A forma de ritual privado ou personalizado caracterizado como "magia" podia ser conduzida numa mistura de línguas. A magia e mesmo algumas terapias para doenças quase sempre envolviam encantamentos ou recitação de feitiços (carmina), frequentemente acompanhados pela criação ritualizada de tábuas com inscrições (lamellae) ou amuletos. Estes objetos e usos são conhecidos tanto pela arqueologia como por textos escritos como os "Papiros Mágicos Gregos" (em latim: Papyri Graecae Magicae, sigla: PGM), uma coleção de feitiços escritos entre os séculos II a.C. e o V d.C. Embora Augusto tenha tentado acabar com a magia queimando 2 000 livros esotéricos no início do seu reinado, as práticas mágicas estavam amplamente disseminadas por todo o mundo greco-romano e atestam uma perceção de multilinguismo entre os povos do império. Os feitiços não eram traduzidos porque se pensavam que a sua eficácia residia no seu palavreado preciso; línguas como o gaulês podem assim ter persistido para fins rituais privados quando já não eram usadas no dia a dia.
Os Papiros Mágicos Gregos refletem o sincretismo greco-egípcio, incorporando não só as religiões grega e egípcia mas também elementos do Médio Oriente, que incluem magia judaica e pitadas de magia cristã, evocando as divindades gregas e egípcias, o Deus e os anjos dos judeus. Os papiros estão escritos primariamente em grego, com passagens substanciais em egípcio demótico e certas cadeias de sílabas inseridas no meio do texto que são "pronunciáveis, mas não são inteligíveis." Estas voces magicae ("palavras mágicas") ocorrem em todos os textos e inscrições mágicas e frequentemente sugerem ser corruptelas de copta ou egípcio, hebreu, aramaico ou outra línguas semíticas ou celta. O hebreu e o grego aparecem em texto mágicos demóticos; a magia copta incorpora hebreu; o egípcio aparece em feitiços em latim. Muitas voces magicae podem ser neologismo ou obscurantismo deliberados, mas alguns estudiosos teorizaram que as passagens mais reconhecíveis podem ser o produto de transmissão mal entendida quer na cópia de fontes escritas quer na transcrição de material oral.
As inscrições para a prática de magia na Gália mostram o uso característico de feitiços gregos no período imperial. Uma tabella defixionis ("tábua de maldição") do século II de Augustoduno (atual Autun) enumera os nomes dos que se quer amaldiçoar em latim, um par de palavras mágicas em grego e uma série de voces magicae. Uma defixio encontrado em Amélie-les-Bains (sudoeste de França) parece composto em celta com bocados de latim. Uma lamella da Britânia romana foi interpretada como hebreu escrito com alfabeto grego.
Os cristãos da Antiguidade Tardia podem ter inserido hebreu nos exorcismos gregos. São Jerónimo registou uma história bizarra acerca de um homem bilíngue em frâncico e em latim dos Candidati do corpo de guarda-costas do imperador que, num estado de possessão demoníaca, começou a falar aramaico perfeito, uma língua que ele não conhecia. 

## Língua legal
A leis romanas eram escritas em latim e a "letra da lei" estava estritamente ligada às palavras nas quais era expressa. Contudo, qualquer língua podia ser usada em contratos verbais e procedimentos jurídicos mais genéricos baseados em jus gentium (direito romano aplicado a estrangeiros) ou leis internacionais. O jus gentium não era um código legal escrito, mas pensa-se que existiu entre todos os povos como forma de direito natural. Os juristas romanos mostraram interesse pelas línguas locais como o púnico, gaulês e aramaico para se assegurarem do correto entendimento e aplicação de leis e contratos.
As certidões de nascimento e testamentos dos cidadãos romanos eram obrigatoriamente escritas em latim até à década de 220, mas na opinião do jurisconsulto Ulpiano (c. 215), as fideicommissa (fideicomisso) não eram apenas em latim ou até grego, mas podiam também ser criadas sem "púnico, gaulês ou qualquer outra língua". Originalmente, um testador de uma fideicommissum colocava a sua herança sob obrigação moral e não legal, e Ulpiano afirmou que "qualquer tipo de fala contém a obrigação das respetivas palavras, desde que cada parte compreenda a língua da outra por si próprio ou através de intérpretes precisos". O jurisconsulto Gaio distinguia entre contratos verbais cuja validade derivava de formulação expressa em latim e obrigações que exprimiam uma compreensão mútua do jus gentium, independentemente das partes serem ou não romanas.

## Legado linguístico

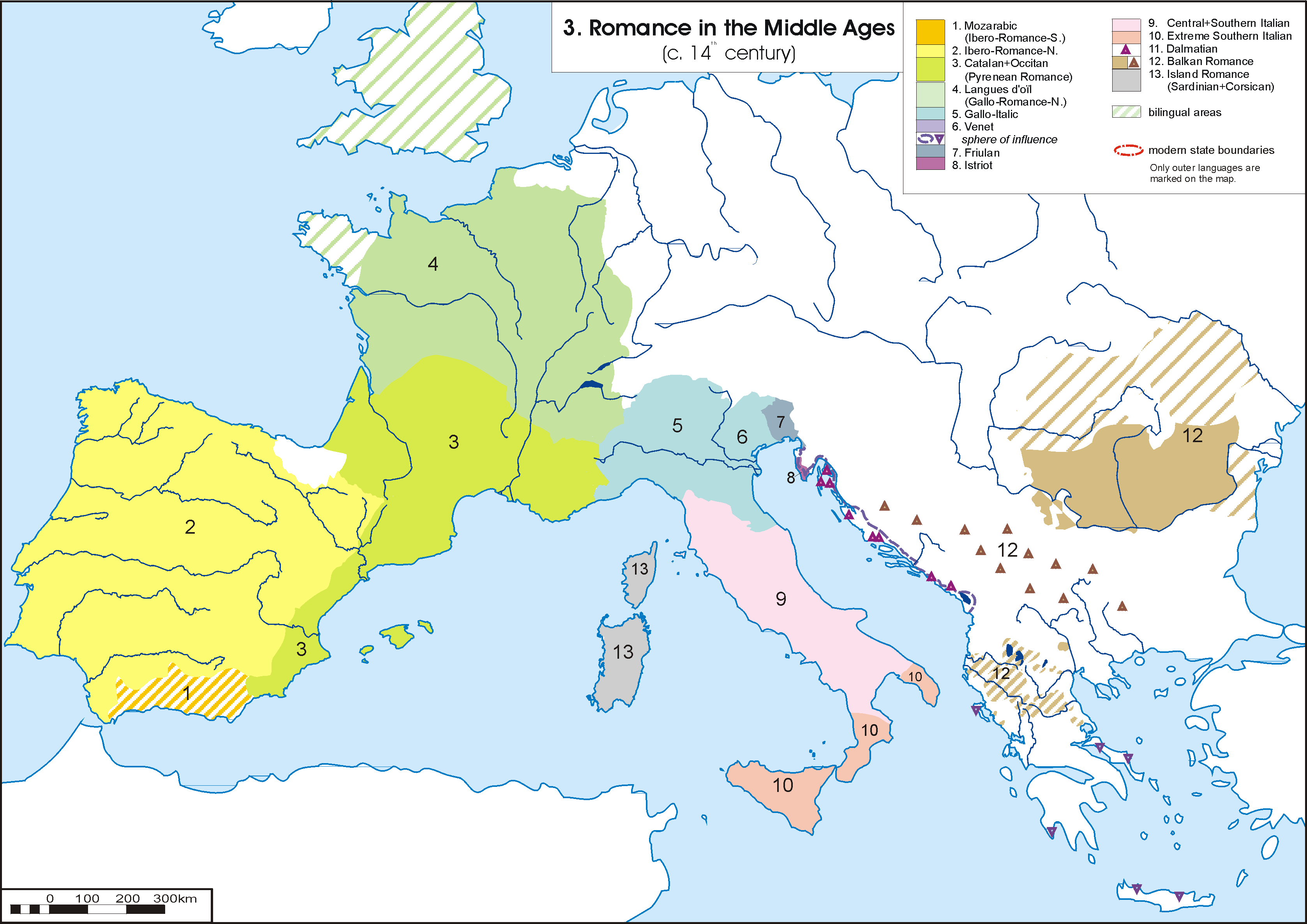
Mapa com a distribuição das línguas românicas no século XIV

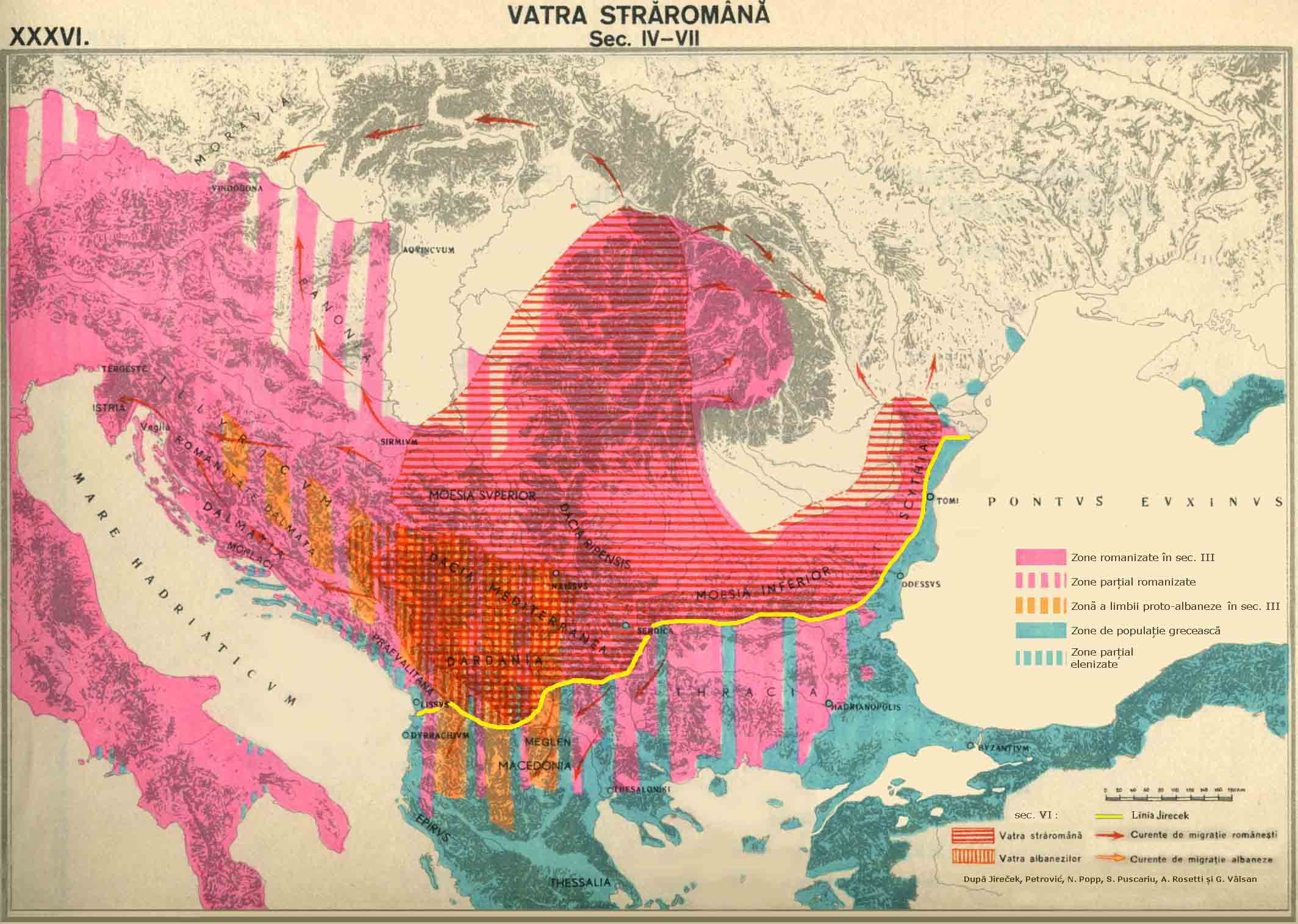
Mapa mostrando em rosa a área onde as línguas românicas eram faladas no leste europeu nos séculos IV-VII.

Após a descentralização do poder político na Antiguidade Tardia, o latim desenvolveu-se localmente nas províncias ocidentais em ramos que se tornaram as línguas românicas atuais, como por exemplo o português, castelhano, catalão, francês, italiano ou romeno, compondo a entidade linguística da România (Europa latina). Já as regiões pertencentes ao império onde as línguas neolatinas não desenvolveram-se ou desapareceram, foram denominadas como Romania submersa.
O latim continuou um meio de expressão ativo como língua internacional de conhecimento e literatura, para a diplomacia e para os desenvolvimentos intelectuais identificados com o humanismo do Renascimento até ao século XVII e até ao presente no direito e na Igreja Católica.
O grego manteve-se como a língua do Império Bizantino mas nunca substituiu certas línguas afro-asiáticas com as quais tinha coexistido há muito, sobretudo o copta no Egito e o aramaico na Síria e na Mesopotâmia.